# The Morning Papers
The Morning Papers è un singolo del cantautore statunitense Prince e del gruppo The New Power Generation, pubblicato nel 1993 ed estratto dall'album Love Symbol Album.

## Tracce
1. The Morning Papers
2. Live 4 Love